# Uluguroscia obscura
Uluguroscia obscura es una especie de crustáceo isópodo terrestre de la familia Philosciidae.

## Distribución geográfica
Es endémica de los montanos de Socotra.